# 初恋 (1958年の映画)
『初恋』（Marjorie Morningstar）は1958年のアメリカ合衆国の映画。ハーマン・ウォークによる1955年の小説に基づいている。出演はジーン・ケリーやナタリー・ウッドなど。

## キャスト
※括弧内は日本語吹替（初回放送1967年7月9日『日曜洋画劇場』）
- ノエル：ジーン・ケリー（柳沢真一）
- マージョリー：ナタリー・ウッド（渋沢詩子）
- ローズ：クレア・トレヴァー（七尾伶子）
- アーノルド：エヴェレット・スローン（真木恭介）
- ウォーリー：マーティン・ミルナー（北原隆）
- マーシャ：キャロリン・ジョーンズ
- グリーチ：ジョージ・トビアス
- ハリス：マーティン・バルサム
- サムソンおじさん：エド・ウィン（河村弘二）
  - 日本語吹替その他：松尾佳子、加藤みどり、勝田久

## スタッフ
- 監督：アーヴィング・ラパー
- 製作：ミルトン・スパーリング
- 原作：ハーマン・ウォーク
- 脚本：エヴェレット・フリーマン
- 撮影：ハリー・ストラドリング
- 編集：フォルマー・ブラングステッド
- 作詞：ポール・フランシス・ウェブスター
- 作曲：サミー・フェイン
- 音楽：マックス・スタイナー、レイ・ハインドーフ